# Heterodontosaurus
Heterodontosaurus (betyder "oliktandad ödla") är ett släkte av små växtätande dinosaurier med framstående hörntänder som levde i början Juraperioden i Sydafrika. De liknade hypsilophodontider i form, och åt växter, trots sina hörntänder.
Heterodontosaurus är för närvarande känd från exemplar vid SAFm (Sydafrikanska museet) i Sydafrika. Det finns två olika morfologiska beskrivningar av detta släkte. Den andra anses enligt vissa bedömare representera en annan art. Typarten, H. tucki, är från en cirka 199 till 196 miljoner år gammal geologisk formation. 